# Saksit Janhom
Saksit Janhom (ur. 7 lutego 1997) – tajski zapaśnik walczący w stylu wolnym. Brązowy medalista igrzysk Azji Południowo-Wschodniej w 2019. Dwunasty na mistrzostwach Azji juniorów w 2015 i czternasty w 2016. Dziesiąty na mistrzostwach Azji kadetów w 2014 roku.